# Jessie (film)
Pour plus de détails, voir Fiche technique et Distribution.
Jessie (Gerald's Game) est un film d'horreur psychologique américain coécrit et réalisé par Mike Flanagan, sorti en 2017. Il s’agit de l’adaptation du roman éponyme de Stephen King (1992).
Un couple part en week-end dans une maison isolée. Pour profiter de leurs ébats, le mari attache sa femme au lit avec des menottes mais soudain il a une crise cardiaque et s'effondre. Sa femme est donc livrée à elle-même toujours attachée au lit.

## Synopsis
Gerald (Bruce Greenwood) et Jessie Burlingame (Carla Gugino) partent en week-end romantique vers une maison isolée au bord d'un lac, à Fairhope en Alabama, pour sauver leur mariage et pimenter leur vie sexuelle. Gerald suggère d'utiliser des menottes et Jessie accepte. Alors qu'il prend une pilule de Viagra, Jessie donne de la nourriture à un chien errant, puis laisse la porte d'entrée ouverte en revenant dans la maison.
Jessie enfile une nouvelle nuisette, enlève l'étiquette et la pose sur une étagère au dessus du lit. Gerald prend une seconde pilule de Viagra, puis pose le verre à moitié plein sur cette même étagère. Le couple commence à s'embrasser, Gerald commence à attacher les deux paires de menottes aux poignets de Jessie ainsi qu'aux colonnes du lit. Alors qu'il commence à se montrer brutal et qu'il lui demande d'appeler à l'aide, elle essaie de se prendre au jeu de rôle, mais se sent mal à l'aise face aux fantasmes de violence de son mari. Elle lui ordonne d'arrêter et de la détacher, ce à quoi il répond : « Et si je refuse ? » Quelques instants plus tard, alors qu'ils se disputent, Gerald fait une crise cardiaque, et s'effondre, sans vie, sur sa femme. Jessie repousse son corps qui tombe devant le lit, puis, paniquée, tente désespérément d'appeler à l'aide, en vain, la maison étant isolée de tout.
Quelques heures plus tard, alors que le soleil commence à se coucher, Jessie se réveille, fatiguée et faible. Le chien qu'elle a nourri plus tôt dans la journée entre dans la pièce et renifle le cadavre au pied du lit. Elle essaie de le faire fuir, mais il arrache un bout de chair du bras de Gerald, qu'il entreprend de mâchonner sur le pas de la porte de la chambre. Jessie, désemparée, se met à pleurer, mais Gerald se relève, se plaignant de sa blessure au bras. Jessie remarque que le corps de son mari est toujours étendu au sol, et se rend compte que Gerald n'est qu'une manifestation de son esprit qui flanche peu à peu. Il la provoque avec des souvenirs de leur mariage qui battait de l'aile, où elle craignait de s'interroger sur la part d'ombre de son mari. Elle tente encore une fois de se libérer d'une menotte, avec succès et arrache une colonne de lit pour libérer son autre main. Elle se retourne vers Gerald, jubilante, puis dit, en regardant le lit, qu'il est facile de s'échapper. La véritable Jessie, toujours attachée, voit maintenant un double d'elle-même représentant son instinct de survie. Les deux hallucinations lui parlent, et l'amènent à se souvenir du verre d'eau sur l'étagère du dessus. Elle parvient à attraper le verre en soulevant l'étagère et en le faisant glisser vers une de ses mains, mais ne peut boire directement, ses menottes l'empêchant d'atteindre sa bouche. Les hallucinations amènent Jessie à utiliser l'étiquette de la nuisette, également posée sur l'étagère, qu'elle roule comme une paille pour boire un peu d'eau.
Jessie s'endort, se réveille en pleine nuit, et remarque la grande silhouette d'un homme difforme dans un coin de la pièce. Ce dernier se rapproche du lit et révèle le contenu d'une boîte contenant des os et autres bibelots. Jessie ferme les yeux, en murmurant « Tu n'es pas réel », puis Gerald réapparaît en lui disant que c'est la Mort qui attend pour venir la prendre. Il commence à l'appeler « Petite Souris », ce qui lui déplaît fortement. Elle se remémore un souvenir de ses douze ans, lorsqu'elle était partie avec sa famille vers une maison au bord d'un lac, pour observer une éclipse totale de soleil. Jessie, qui avait refusé de prendre le bateau avec sa mère et sa fratrie, était restée seule sur un banc avec son père, Tom, qui l'appelait « Petite Souris ». Alors qu'elle s’était assise sur les genoux de son père pour observer l'éclipse, il s'était masturbé en lui intimant de continuer à regarder le soleil.
Le matin suivant, Jessie se réveille avec de douloureuses crampes dues au manque de circulation sanguine. Le chien revient et tente de croquer Jessie, qui le chasse brutalement d'un coup de pied. Ce dernier arrache un autre morceau de chair sur le cadavre de son mari, qui commence à attirer les mouches. Les hallucinations reviennent la tourmenter, et sont sceptiques quand Jessie affirme qu'elle a su gérer le fardeau de son lourd secret, et que cela n'avait rien à voir avec son mariage, bien qu'elle ait épousé un homme de la même trempe que son père. L'hallucination de Gerald continue de provoquer Jessie à propos de l'homme qu'elle a vu, qu'il surnomme « L'homme du clair de lune » et lui montre au sol ce qu'il pense être une trace de pas ensanglantée. Son « moi » hallucinatoire la force à se rappeler l'événement qui a suivi l'éclipse, quand Tom était entré dans la chambre de Jessie, et qu'à force de manipulation sentimentale, il était parvenu à lui faire garder le secret sur son abus.
Alors que la nuit commence à tomber, Jessie a une révélation en se rappelant qu'elle s'était coupé la main, alors qu'elle serrait son verre, quand sa mère lui avait demandé son ressenti sur l'éclipse. Elle vide le verre d'eau, le brise, se coupe le poignet jusqu'à la paume, et se retourne la peau de sa main droite pour finalement réussir à la libérer des menottes. Elle récupère la clé sur le lavabo, ouvre les menottes de sa main gauche et se libère totalement. Dans la salle de bain, elle s'hydrate, pose des serviettes hygiéniques sur sa main droite mutilée, mais en allant récupérer les clés de la voiture, elle s'évanouit à cause de la perte de sang.
Elle se réveille plus tard, devant le corps défiguré de Gerald, alors que le chien essaie de nouveau de la mordre. Elle le chasse, mais le chien s'enfuit, apeuré par autre chose en dehors de la chambre. « L'homme au clair de lune » l'attend à l'autre bout du couloir. En claudiquant vers lui, Jessie dépose son alliance dans sa boîte à bibelots, et sort de la maison. Elle parvient à prendre le volant, mais l'intense fatigue et la perte de sang lui font perdre connaissance, et elle voit l'homme sur le siège arrière. Elle se réveille alors que la voiture s'écrase contre un arbre, et des voisins, entendant le bruit, viennent la sauver.
Six mois plus tard, Jessie est toujours en vie, alors qu'elle a subi plusieurs greffes de peau sur sa main droite. Bien qu'elle ait toujours des difficultés pour écrire avec, elle écrit une lettre à celle qu'elle était à douze ans. Elle a prétendu être amnésique de l'épreuve subie il y a six mois, et elle a reçu une importante somme d'argent de l'assurance de Gerald après sa mort, qu'elle a utilisée pour créer une fondation aidant les personnes victimes d'abus sexuels. La nuit, « L'homme au clair de lune » apparaît toujours devant elle et hante son sommeil. Son alliance n'a jamais été retrouvée dans la maison au bord du lac, mais elle a appris plus tard par les journaux que « l'homme au clair de lune » était en réalité un tueur en série nommé Raymond Andrew Joubert, souffrant d'acromégalie (ce qui explique son apparence difforme), qui profanait des cryptes ainsi que des cadavres. Parfois il mangeait le visage des hommes uniquement, ce qui expliquait pourquoi il avait laissé Jessie en vie et pourquoi le corps de Gerald était défiguré.
Raymond a été capturé par les autorités. Jessie se rend à son procès le jour du verdict et l'interpelle. En la voyant arriver, il lui répète ses mots lors de sa première apparition « Tu n'es pas réel », « Tu n'es fait que de clair de lune », et mime sa position dans le lit, tout en cassant ses menottes. Jessie s'approche de lui, alors qu'elle a des visions de son père et de son défunt mari menottés, et lui répond : « Tu es bien moins grand que dans mes souvenirs. ». Elle quitte le tribunal et marche dans la rue, alors que l'éclipse qui hantait ses souvenirs laisse place à un soleil radieux.

## Fiche technique
- Titre original : Gerald's Game
- Titre français : Jessie
- Réalisation : Mike Flanagan
- Scénario : Mike Flanagan et Jeff Howard, d'après le roman éponyme de Stephen King
- Musique : The Newton Brothers
- Direction artistique : Patrick M. Sullivan Jr
- Décors : Elizabeth Boller
- Costumes : Lynette Meyer
- Photographie : Michael Fimognari
- Montage : Mike Flanagan
- Production : Trevor Macy
- Société de production : Intrepid Pictures
- Société de distribution : Netflix (États-Unis)
- Pays d'origine :  États-Unis
- Langue originale : anglais
- Format : couleur
- Genres : horreur psychologique
- Durée : 103 minutes
- Dates de sortie :
  - États-Unis : 24 septembre 2017 (Fantastic Fest) ; 29 septembre 2017 (Netflix)
  - Belgique, France, Suisse romande : 29 septembre 2017 (Netflix)

## Distribution
- Carla Gugino (VF : Odile Cohen) : Jessie Burlingame
  - Chiara Aurelia (VF : Maryne Bertieaux) : Jessie, enfant
- Bruce Greenwood (VF : Bernard Lanneau) : Gerald Burlingame

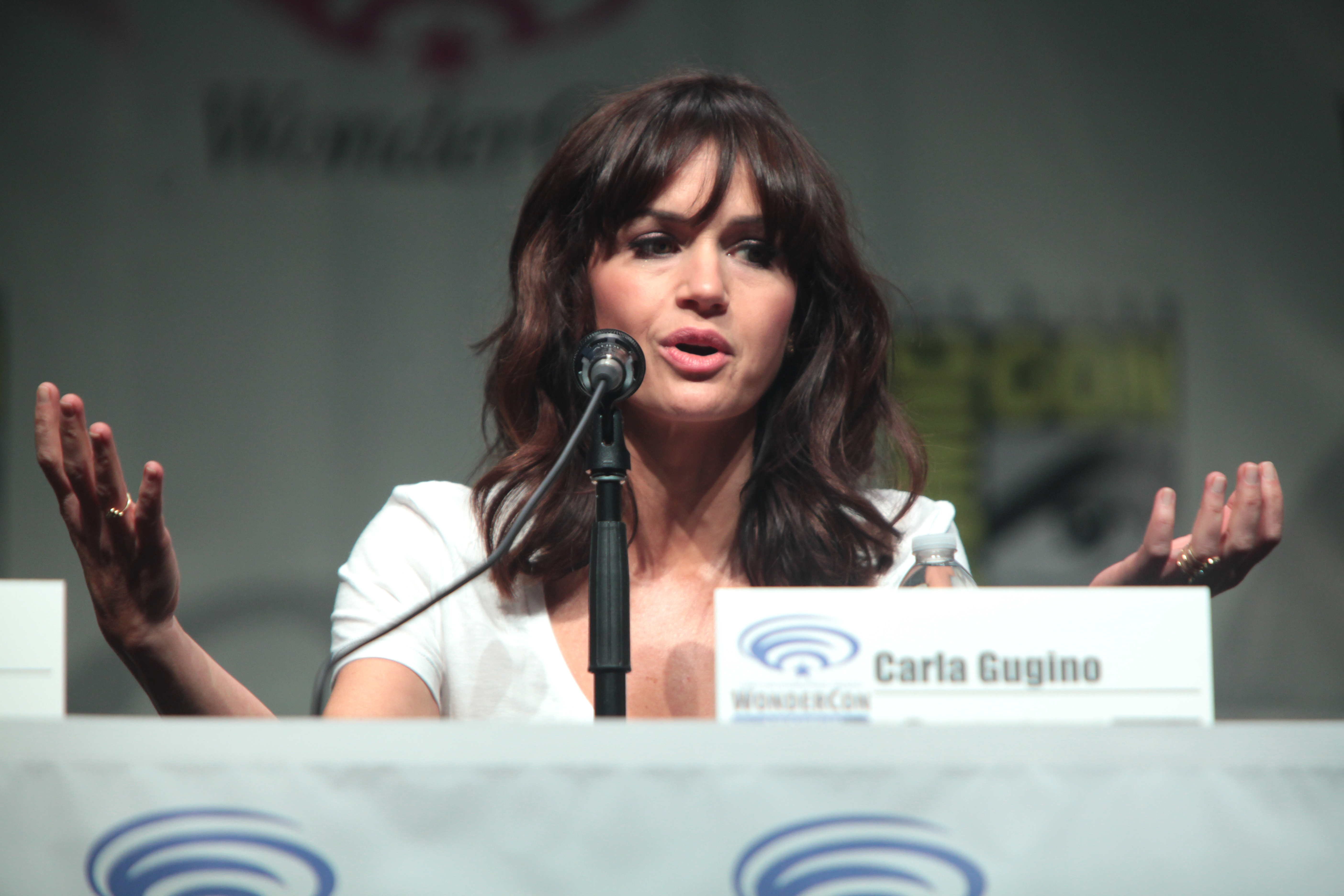
L'actrice principale Carla Gugino.

- Carel Struycken (VF : Hervé Caffin) : Raymond Andrew Joubert / « La Mort »
- Henry Thomas (VF : Olivier Chauvel) : Tom Mahout, le père de Jessie
- Kate Siegel (VF : Christèle Billault) : Sally Mahout, la mère de Jessie
- Adalyn Jones (VF : Zoé Bettan) : Maddie, la sœur de Jessie
- Bryce Harper : James, le frère de Jessie

 Source et légende : version française (VF) sur RS Doublage

## Production
Le film a été tourné à Mobile, en Alabama[réf. nécessaire].

## Accueil critique
Le film a reçu un accueil critique favorable, recueillant 90 % de critiques positives, avec une note moyenne de 7,4/10 et sur la base de 48 critiques collectées, sur le site agrégateur de critiques Rotten Tomatoes. Sur Metacritic, il obtient un score de 76/100 sur la base de 11 critiques collectées.
Le film reçoit en revanche un accueil mitigé par les spectateurs sur Allociné, noté 2,8/5. Le site ne donne pas de critique presse.